# Aphelonema ellisi
Aphelonema ellisi är en insektsart som beskrevs av Dlabola 1974. Aphelonema ellisi ingår i släktet Aphelonema och familjen Caliscelidae.
Artens utbredningsområde är Frankrike. Inga underarter finns listade i Catalogue of Life.